# Eisenbahnmuseum Saitama
Das Eisenbahnmuseum Saitama (japanisch 鉄道博物館 Tetsudō Hakubutsukan) ist ein Eisenbahnmuseum in Saitama, Japan, das am 14. Oktober 2007 eröffnet wurde. Betrieben wird es von der East Japan Railway Culture Foundation, einer gemeinnützigen Organisation der JR East. Es besteht aus einem 19.800 m² großen Gebäude auf einem Grundstück von 42.500 m² und bietet eine Ausstellungsfläche von 9.500 m². Das Museum zeigt etwa 30 Schienenfahrzeuge sowie Eisenbahnführerstands-Simulatoren, Modelleisenbahn-Dioramen und Minizüge. Ebenso umfasst es Lager für Artefakte und Bücher, Videokabinen, eine Mehrzweckhalle, einen Galeriebalkon, eine Cafeteria, einen Museumsshop und einen Forschungsraum.

## Hauptausstellungshalle
Das Museum ermöglicht das Lernen durch interaktive Erlebnisse und ist hauptsächlich in zwei Zonen unterteilt:
- Die Geschichtszone erzählt die Geschichte der Bahntechnik mit Hilfe von Zügen, die in der Vergangenheit in Betrieb waren.
- Die Lernzone ermöglicht den Besuchern, die Prinzipien und Mechanismen der Eisenbahn mit Hilfe von realen Teilen und Modellen kennenzulernen.

Der Museumsrundgang dauert etwa zwei Stunden mit zusätzlicher Zeit für interaktiven Exponate. Am 21. Juli 2012 wurde im umgebauten Nordflügel des Museums ein Bibliotheksraum eröffnet, der als „Teppaku-Lesesaal“ bekannt ist.

## Konzept

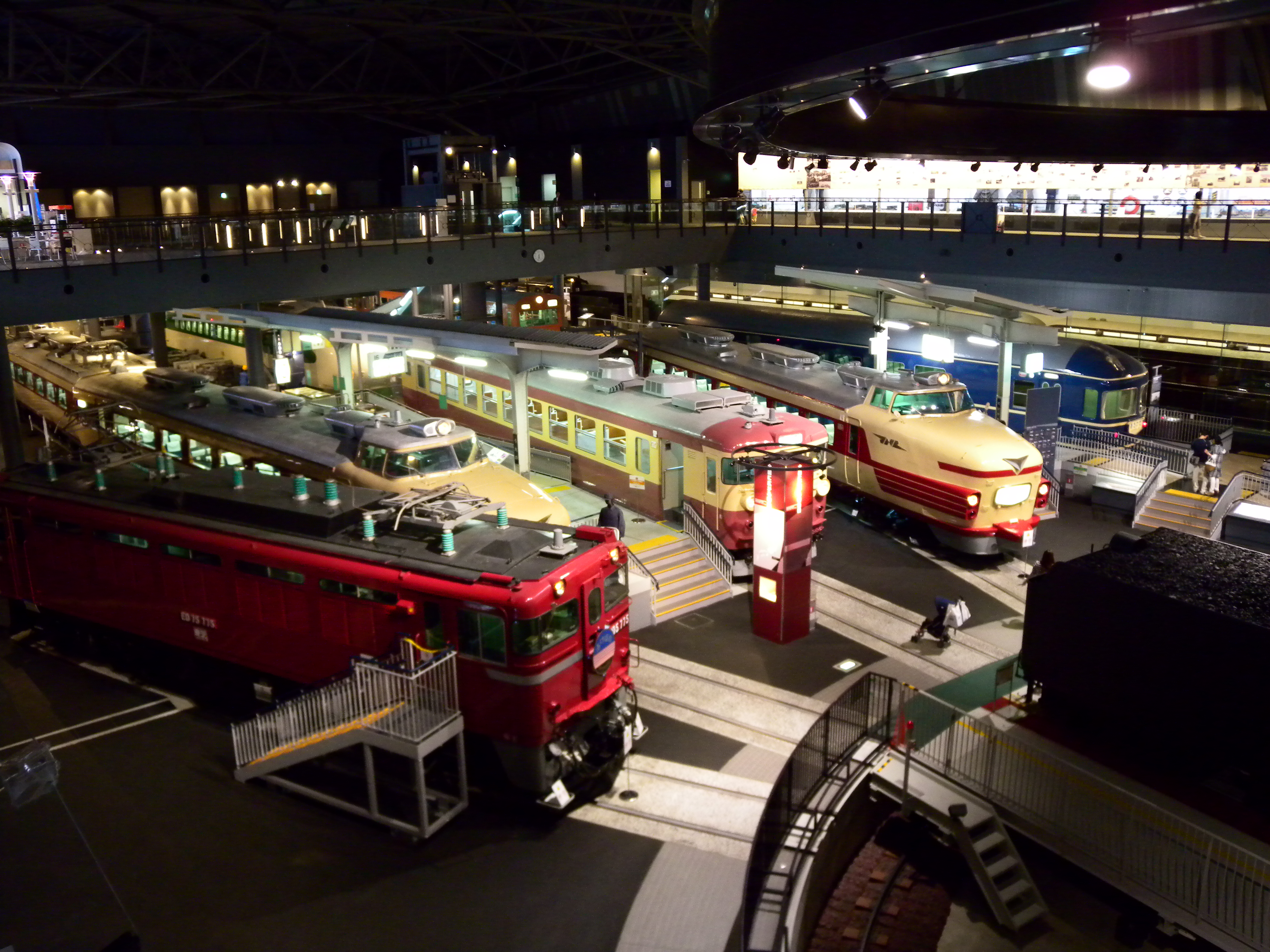
Die Ausstellungshalle im Erdgeschoss

Das Konzept des Eisenbahnmuseums ist wie folgt:
- Das historische Erbe der Eisenbahn in Japan und der Welt werden einer breiten Öffentlichkeit bekannt gemacht.
- Die Entwicklung der Eisenbahn und die Daten über den Personenverkehr in Ostjapan werden bewahrt und Forschung und Lehre betrieben.
- Die unterschiedlichen Etappen der Industriegeschichte werden unter Berücksichtigung des geschichtlichen Hintergrunds aufgearbeitet.
- Der Fokus liegt auf originalen Exponaten wie Lokomotiven, Triebwagen und Eisenbahnwagen.
- Die Prinzipien und Mechanismen der Eisenbahn können mit Kindermodellen, Simulatoren und Spielgeräten spielerisch erfahren werden.
- Die neueste und zukünftige Eisenbahntechnologie kann experimentell erlernt werden.
- Die Ausstellungsfläche ist mit der Eisenbahn vernetzt und erreichbar.

## Geschichte

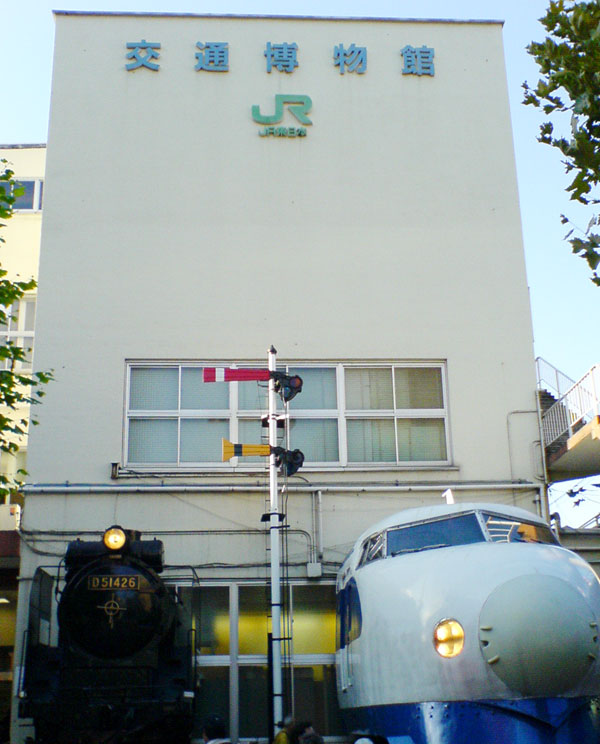
Das alte Transportmuseum

Das heutige Eisenbahnmuseum ist der Nachfolger des Transportmuseums (交通 博物館 Kōtsū Hakubutsukan) in Chiyoda, Tokio, das am 14. Mai 2006 geschlossen wurde. Das erste Museum wurde unter der Hochbahnstrecke in der Nähe des Bahnhofs Tokio eröffnet, um am 14. Oktober 1921 den Beginn des 50. Jahres der Eisenbahnen in Japan zu feiern. 1936 wurde das Eisenbahnmuseum in einen Neubau an Stelle des ehemaligen Gebäudes des Bahnhofs Manseibashi verlegt. Das Museum wurde 1948 in Transportation Museum umbenannt, um verschiedene Transportmittel abzudecken. 2006 wurde das Museum wegen des Umzugs in das neue Eisenbahnmuseum in Saitama geschlossen.

## Fahrsimulatoren
Das Museum verfügt über Fahrsimulatoren, die es den Besuchern ermöglichen, Lokführer einer D51-Dampflokomotive, eines Shinkansen-Zuges und von Zügen der Tōkaidō-Hauptlinie, der Keihin-Tōhoku-Linie und der Yamanote-Linie zu spielen. Der D51-Simulator benötigt eine Reservierung über ein im Museum installiertes Reservierungs-Terminal und kostet 500 Yen, aber die anderen Simulatoren sind alle kostenlos.

## Erdgeschoss
Hier werden Eisenbahnwaggons und Lokomotiven jeder Epoche von der Frühzeit der Eisenbahn bis zur Gegenwart in acht Themenbereichen ausgestellt. Diese Zone ist mit einer Einführung verbunden, und die Fahrzeuge sind um eine tatsächlich in Betrieb befindliche Drehscheibe angeordnet. Die ausgestellten Fahrzeuge:

### Frühzeit der japanischen Eisenbahn –Meiji-Zeit(1868–1912)

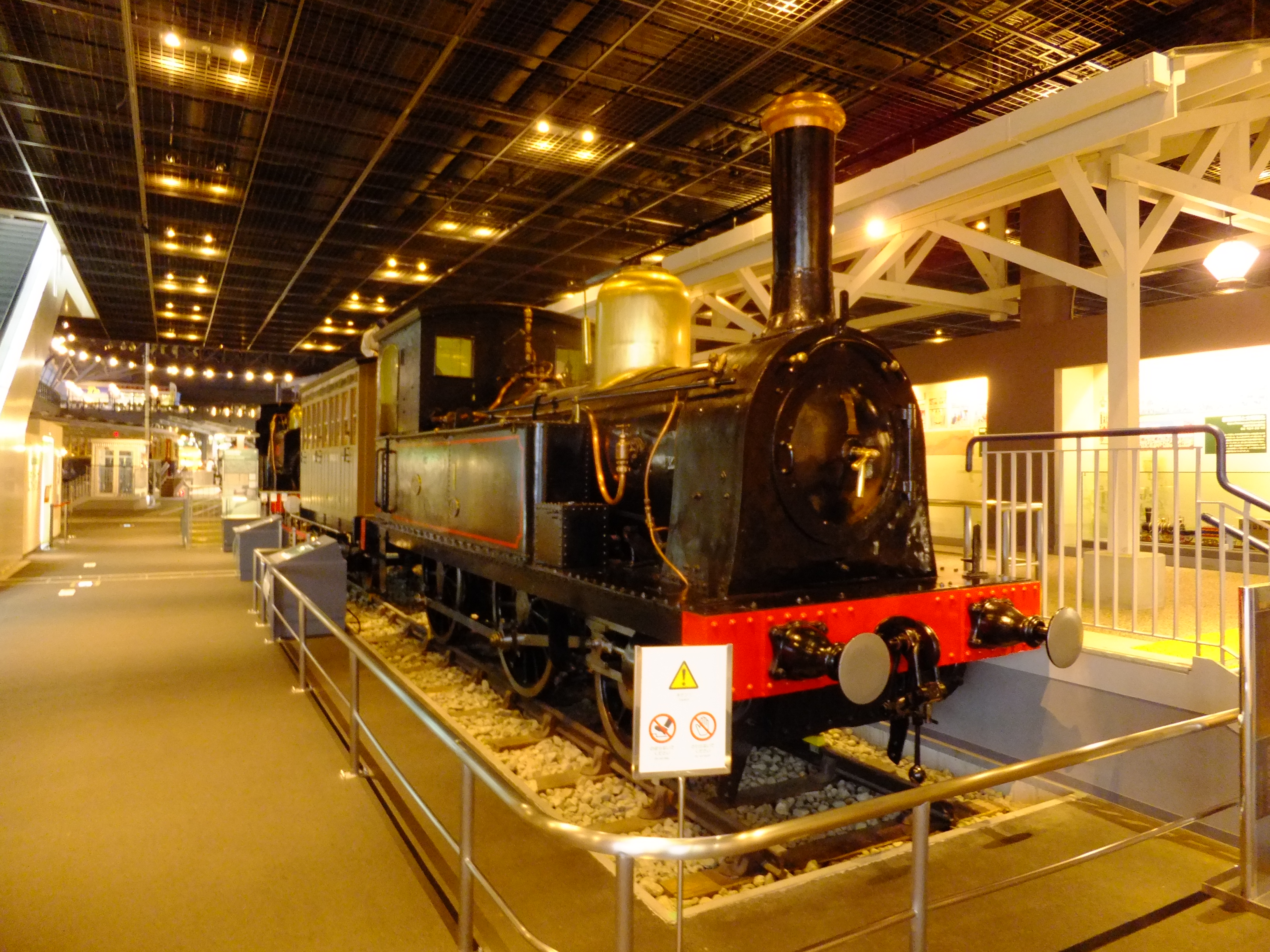
JGR-Klasse 150 Nr. 1)

- JGR-Klasse 150 Dampflokomotive (Lokomotive Nr. 1) – Eisenbahndenkmal, als wichtiges Kulturgut bezeichnet
- 1292 Dampflokomotive „Zeniko“ – Eisenbahndenkmal
- 7101 Dampflok „Benkei“ – Eisenbahndenkmal
- Pioneer Major Personenwagen (Kotoku 5010) – Eisenbahndenkmal
- Personenkraftwagen in der Meiji-Zeit (Replik)
- Fahrzeug der Kyoto Electric Railway

### Landesweites Eisenbahnnetz –Taishō-Zeit(1912–1926)

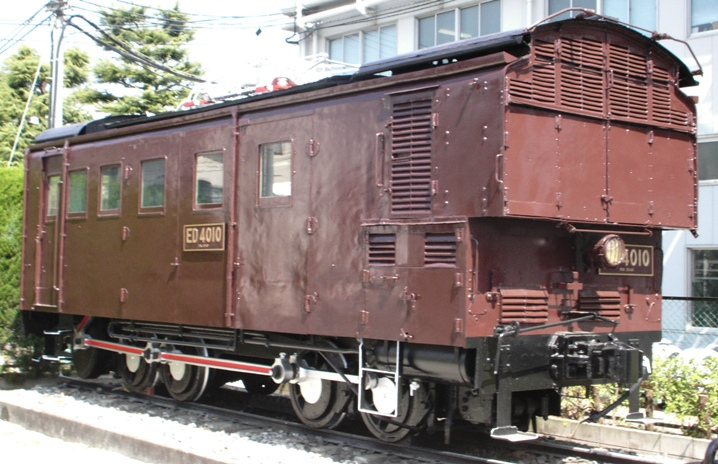
ED40 10

- De968 / Hanif Nr. 1 Personentriebwagen – Matsumoto Elektrische Eisenbahn (Aktueller Alpico-Verkehr) erhielt von
- Nade 6141 – Eisenbahndenkmal, staatlich anerkanntes Kulturgut[5]
- 9856 Dampflok – Die Lokomotive wurde in der Omiya Factory hergestellt, wobei verschiedene Teile der Karosserie geöffnet werden konnten, um ihre interne Struktur zu verstehen. Darüber hinaus ist es auf einem Podest platziert, um ein Rad und den Kolben zu bewegen, was auch von unten beobachtet werden kann.
- ED 40 Nr. 10, Gleichstrom-Elektrolokomotive – Eisenbahn-Denkmal
- ED 17 Nr. 1, Gleichstrom-Elektrolokomotive
- Naha 34400, Personentriebwagen – teilweise Reproduktion
- Oha 31, Nr. 26, Personentriebwagen – erhalten von der Tsugaru-Bahn
- Handbetriebene Bahn Matsuyama
- Schienenbus Nr. 1 – Eisenbahnmonument. Der erste der JNR-Triebwagen der Weil-Okadokin-Linie, der späteren Seto-Südlinie
- Motor für JNR Highway Bus (DS140 Modell mit Hino RA 900P)

### Geburt des Schnellzugs und Beginn des Pendlerverkehrs – Vorkriegs- und Nachkriegszeit (1926–1955)

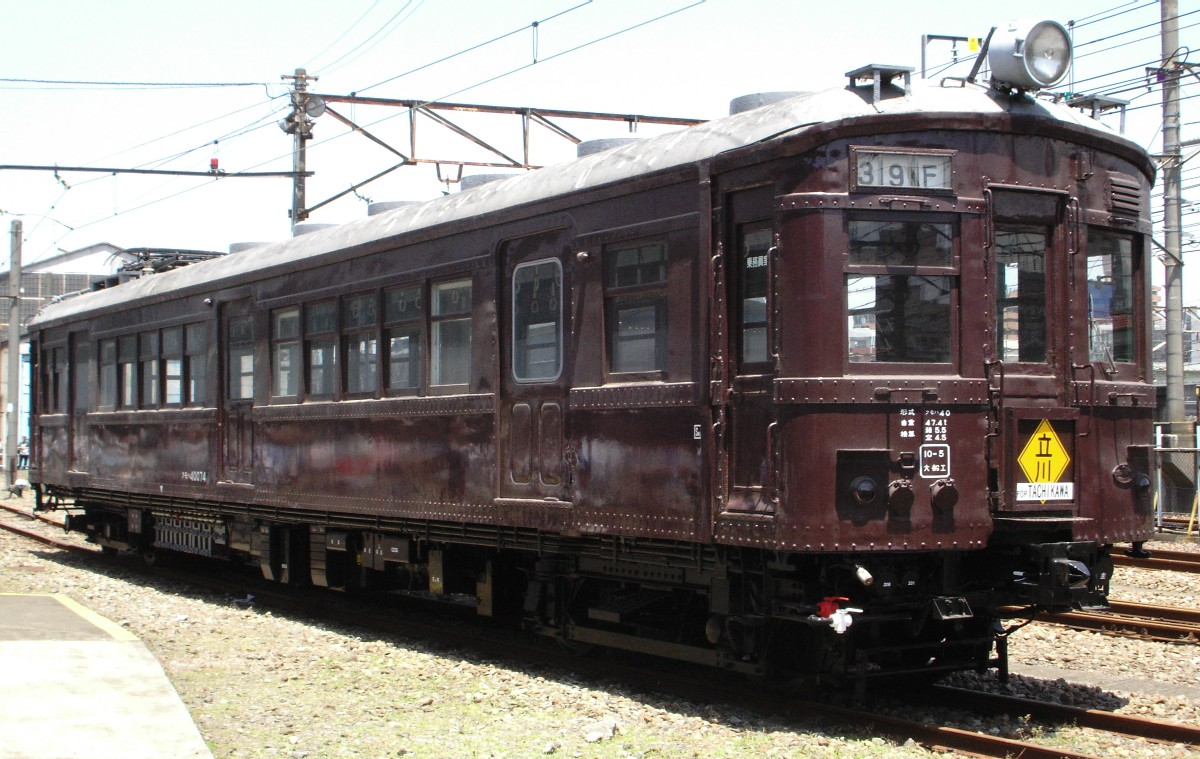
JNR 40, Kumoha 40074

- Dampflokomotive JNR-Klasse C51 Nr. 5 – Ausstellungsfahrzeug des Ōme-Eisenbahnparks
- Dampflokomotive JNR-Klasse C57 Nr. 135
- Dampflokomotive JNR-Klasse D51 Nr. 426 (Vorderseite)
- Elektrische Lokomotive EF Nr. 1 DC – JR East Takasaki Fahrzeug-Center. Sie stand als Eisenbahnmonument in der Takasaki-Niederlassung. Sie wurde als Lehrmaterial der Central Railway Gakuen erhalten und am 24. Juni 1986 restauriert, und danach gelegentlich bis Januar 2009 betrieben. Seit 12. April 2015 ausgestellt.
- Maité 39 No. 11, Personenwagen – ein Fahrzeug aus dem Ōme-Eisenbahnpark, danach wurde es im Tokyo Comprehensive Vehicle Center eingelagert und in das Eisenbahnmuseum gebracht.
- Keha-Klasse 41307, ausgestellt von der Daimyo-Hobby-Gruppe „Kiha-048-Erhaltungsgesellschaft“
- Kumoha 40074, Gleichstromzug – JR East befand sich im Kozu Vehicle Center
- Dreiachsiges Drehgestell vom Typ TR73

### Ära des Massentransports und der Elektrifizierung –Shōwa 30(1955–1965)

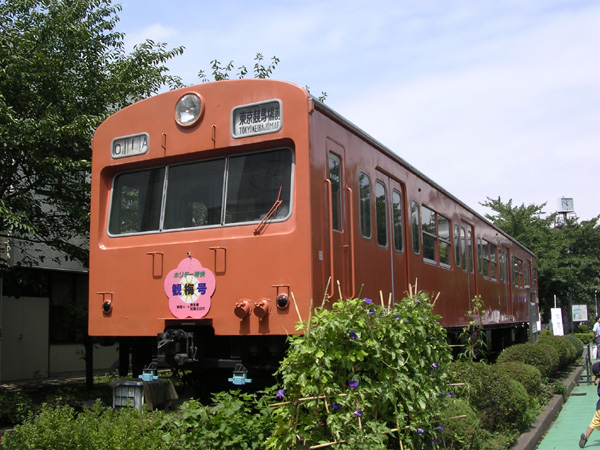
Kumoha 101-902

- EF 58 89 Gleichstrom-Elektrolokomotive – ein Fahrzeug der JR East Tabiba. Sie wurde am Ende der nationalen Eisenbahn braun lackiert. Danach wurde sie von braun in die allgemein übliche Farbgebung umlackiert. Sie wurde im Omiya General Vehicle Center aufbewahrt, aber wieder braun lackiert, nachdem sie ins Eisenbahnmuseum kam.
- Nahanew 22 Nr. 1 B – Sie wurde im Fukasawa-Bereich des JR East Kamakura General Vehicle Center aufbewahrt. Die endgültige Platzierung war in der Oku-Zone.
- Kumoha 101-902, Gleichstromzug – ein Fahrzeug, das im JR East Tokyo General Vehicle Center gelagert wurde. Ein weiterer Wagen kann auch vom Mannschaftsbüro dieses Fahrzeugs aus gefahren werden. Gewöhnliche Benutzer können das Mannschaftsbüro normalerweise nicht betreten.
- JNR-Klasse 103-713, Gleichstromzug – er befand sich im JR-East-Japan-Keiyo-Fahrzeugzentrum
- JNR-Klasse 151 – 45, Gleichstromzug – ein Fahrzeug, das im JR-East-Niigata-Fahrzeugzentrum erhalten wurde
- Kiha Nr. 11 25 Daimyo – gekauft von Ibaraki Traffic. Bis zum 17. März 2017 als dynamisches Speicherfahrzeug ausgestellt.

### Beschleunigtes Netzwerk im ganzen Land –Shōwa 40(1965–1975)

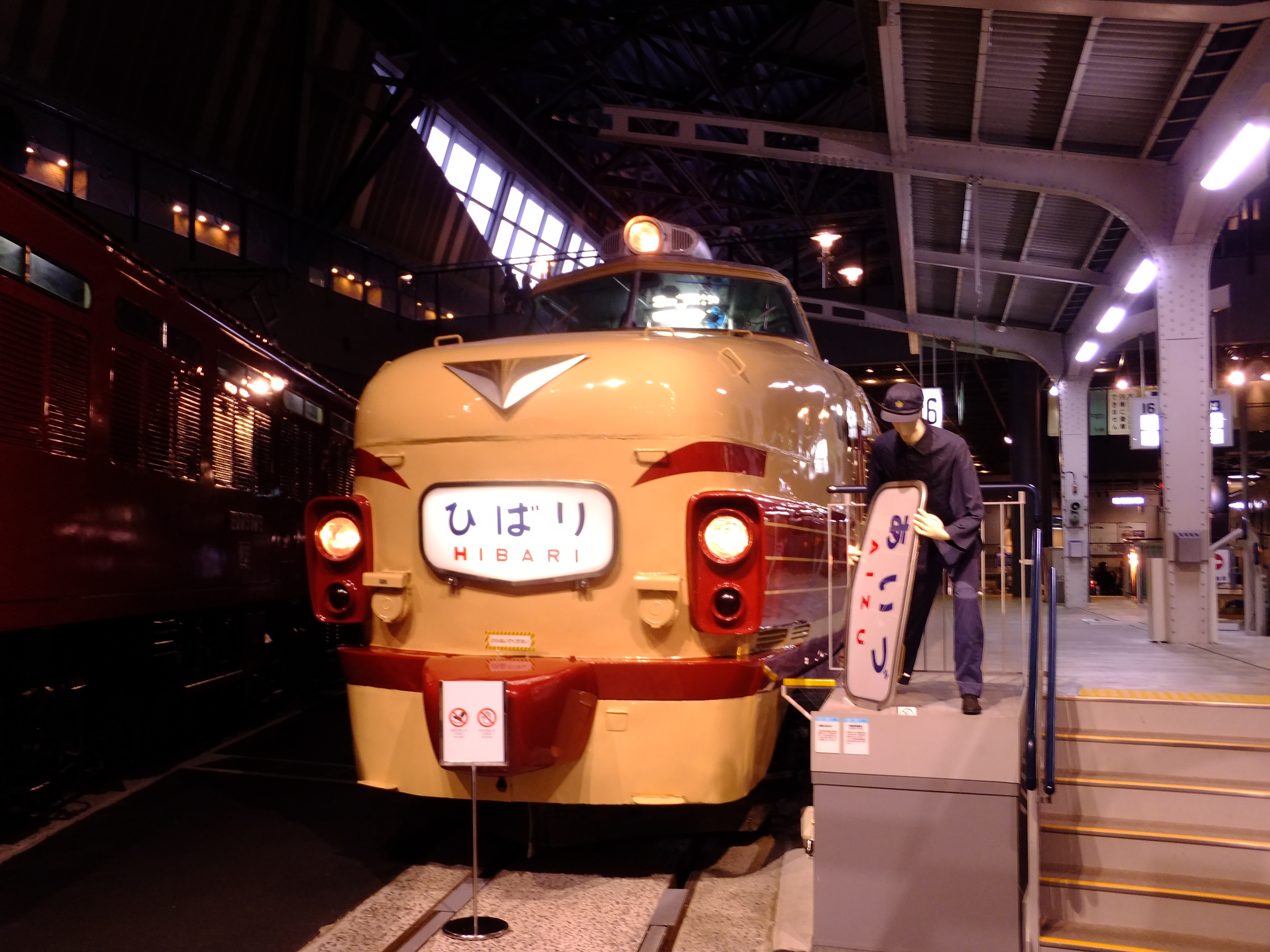
Kuha 481-26

- Kuha-Typ 167, Gleichstromzug. Die Replik der Fahrerkabine mit Teilen des eigentlichen Fahrzeugs von Nippon Sharyo und der Ooi Factory, ist die Nummer „Kuha 167-1“. Zu Beginn des Umzugs des Eisenbahnmuseums ist es im Nordflügel (Nordseitenanbau) an der Promenade zu sehen, die die Renovierung des Nordflügels begleitet. Zur Zeit der Herstellung war es etwa 7,6 m lang, aber es wegen der wechselnden Ausstellungsorte allmählich verkürzt. Gegenwärtig sind es ungefähr 5 m der Führerstandes und Abteils.
- Kumoha 455-1, Wechselstromzug – Es war ein Fahrzeug, das sich im JR-East-Sendai-Fahrzeugzentrum befand. Der Pausenraum „Friendly Train“ ist ein homomorphes Fahrzeug, das benutzt wird.
- Kuha 481 – 26, Wechselstromzug
- Moha 484 – 61, Wechselstromzug – ein Trainingswagen vom JR-East-Katsuda-Fahrzeugzentrum
- Elektrolokomotive ED 75 775, Wechselstrom – ein Fahrzeug, das sich im JR-East-Akita-Fahrzeugzentrum befand

### Geburt der Shinkansen

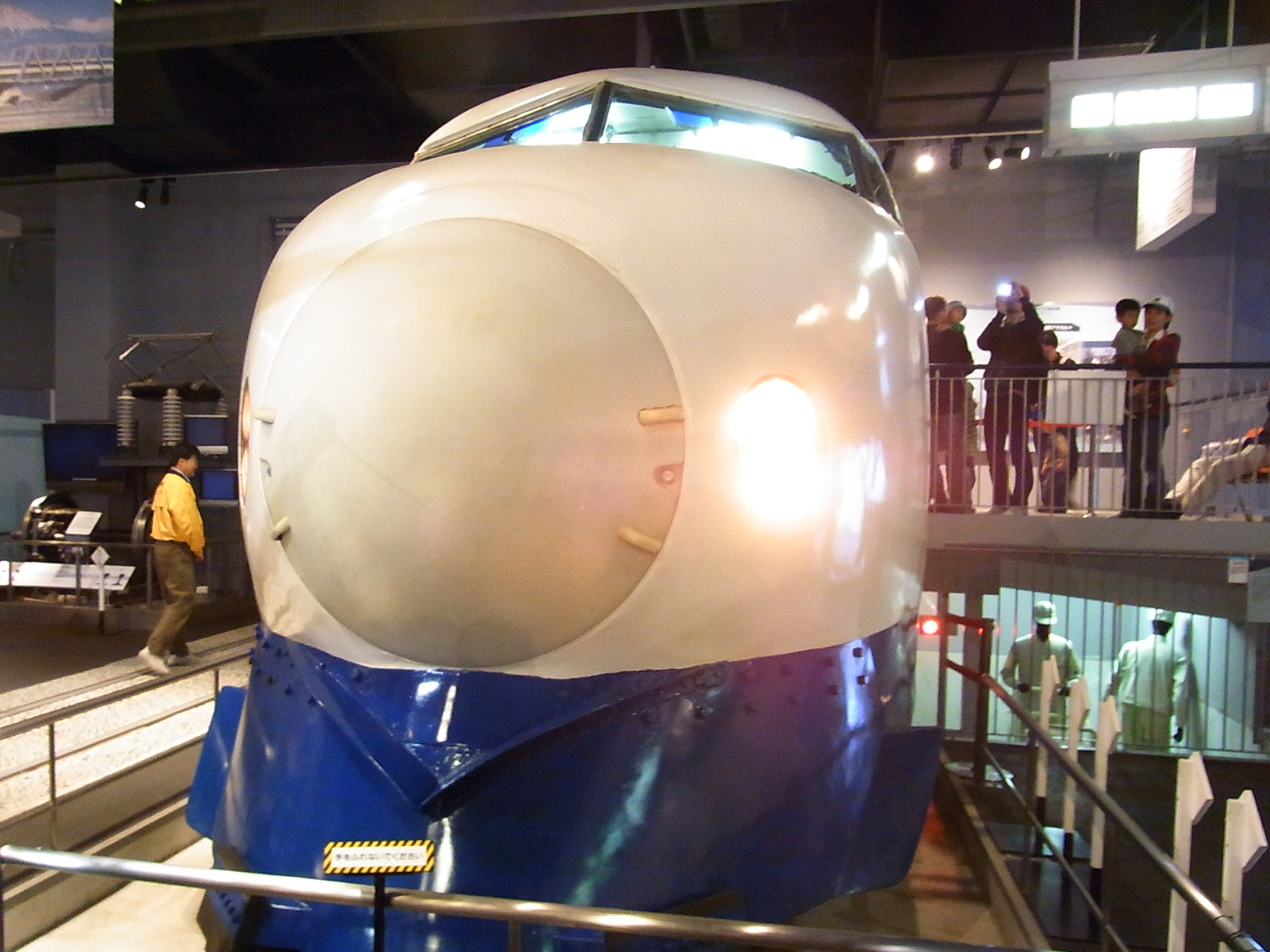
Shinkansen Nr. 21-25

- Shinkansen-Baureihe 0 Nr. 21-2 Shinkansen-Zug – West Japan Railway. Er wurde im JR West Employee Training Center aufbewahrt. Er ist seit 21. Oktober 2009 in einem eigenen Ausstellungsgebäude ausgestellt. Fahrplan der Zeit, Abfahrtsmarkierung, Stationsnamenmarkierung.
- Shinkansen-Zug – das Ausstellungsfahrzeug des alten Transportmuseums.
- Shinkansen-Baureihe 200 Nr. 222-35 Shinkansen-Zug – aus dem Schienenfahrzeugzentrum der JR-East-Niigata-Shinkansen-Bahn. Im Rahmen der „Tohoku–Joetsu Shinkansen, 30th Anniversary Special Exhibition“, die am 17. März 2012 begann, wurden die Fahrerkabine erstmals geöffnet und die „200-Serie Shinkansen, Reisen mit Ton“ veranstaltet. Auch nach dem Ende der Sonderausstellung wird der Führerstand (außerhalb der Ferien) geöffnet.
- Shinkansen-Baureihe 400 Nr. 411-3 Shinkansen-Zug – Er befand sich im JR East Yamagata Fahrzeugzentrum. Er wurde in der Fukushima General Transportation Zone nach dem Ende der Operation erhalten. Er wurde bei der Eröffnung der Yamagata Shinkansen-Linie restauriert und im neuen Flügel ausgestellt.
- Shinkansen-Baureihe E1 Nr. E153-104 Shinkansen-Zug – es ist geplant, ihn in der Freiluftausstellung auszustellen.
- Shinkansen-Baureihe E5 Nr. E514 Shinkansen-Zug (Modell in Originalgröße) – für die Ausstellung neu hergestellt. Ein Simulator ist im Cockpit installiert. Ausgestellt im neuen Flügel.

### Güterverkehr

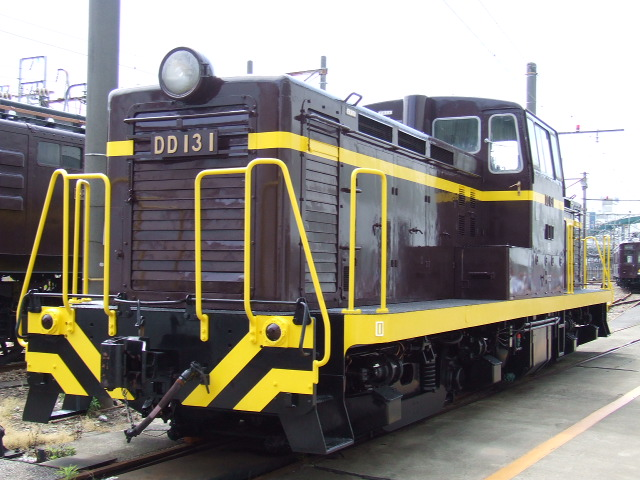
Diesellokomotive DD13 Nr. 1

- DD13 Nr. 1, Diesellokomotive – wurde ab dem 18. März 2017 im Freien wieder in Betrieb genommen.
- EF 66 Nr. 11, Gleichstromelektrolokomotive für Güterzüge
- Cola 50000, Containerwagen
- Remo 10000, Kühlwagen

## Zugang
Das Museum befindet sich neben der Station Tetsudō-Hakubutsukan auf dem New Shuttle People Mover, eine Haltestelle vom Bahnhof Ōmiya entfernt, einem Knotenpunkt des Streckennetzes von JR East. Das Museum verfügt über eine begrenzte Anzahl an Parkplätzen.

## Adresse
3-47 Ōnari-chō, Ōmiya-ku, Saitama-shi, Saitama-ken 330-0852.

## Zukunftspläne
Ein neuer vierstöckiger Erweiterungsbau soll im Sommer 2018 eröffnet werden. Ursprünglich als fünfgeschossiger Bau geplant, der im Herbst 2017 eröffnet werden sollte, wurden die Pläne 2016 überarbeitet und verkleinert, um Kosten zu reduzieren.